# Mayalen Noriega
Mayalen Noriega (nascida no México, em 19 de fevereiro de 1982) é uma ciclista e triatleta profissional espanhola que, no ciclismo, atua como guia de Josefa Benítez Guzman, com quem conquistou uma medalha de prata nos Jogos Paralímpicos de Londres 2012. Atuou também como guia de Susana Rodríguez no paratriatlo.

## Reconhecimentos
Em 2013, foi agraciada com a medalha de bronze da Real Ordem ao Mérito Esportivo.